# Ethnikó (Flórina)
Ethnikó, en grec moderne : Εθνικό, auparavant appelé Opsírina (Οψίρινα), est un village du dème de Flórina, district régional de Flórina, en Macédoine-Occidentale, Grèce. 
Selon le recensement de 2011, la population du village compte 58 habitants.